# Station La Hume
Station La Hume is een spoorwegstation in de Franse gemeente Gujan-Mestras. Het wordt bediend door treinen van het netwerk  TER Nouvelle-Aquitaine die rijden op het traject Bordeaux-Saint-Jean - Arcachon.
Het station is geopend in 1841 als onderdeel van een spoorlijn die Bordeaux verbond met La Teste. Het ligt vlak naast de port de La Hume, een haven aan het Bassin d'Arcachon.